# روث هاندلر
روث هاندلر (بالإنجليزية: Ruth Handler)‏ ‏ (4 نوفمبر 1916 – 27 أبريل 2002) كانت سيدة أعمال أمريكية عينت رئيسة لشركة ماتيل لعدة سنوات، اشتهرت بدورها في تسويق دمية باربي.

## تأسيس ماتيل
أسس زوج روث هاندلر، إليوت هاندلر، مع شريكه هارولد ماتسون، شركة صغيرة لتصنيع إطارات الصور أسمياها «ماتيل» نسبة إلى اسميهما «مات» و«إيليوت». تحولت ماتيل من تصنيع إطارات الصور إلى تصنيع الدمى بعد أن رأيا أن الدمى تحقق أرباحا أكثر للشركة.

### باربي: البداية
روث هاندلر كانت تريد تصنيع دمية لابنتها «باربرا»، وخططت لإنتاج دمية بلاستيكية ولكن زوجها اعتقد أن الدمية لن تحقق مبيعات كافية. ثم في رحلة لها إلى سويسرا، لفت نظر روث في أحد المحلات دمية ألمانية اسمها دمية بيلد ليلي، فاشترتها وأعادت تصميمها وأسمتها «باربي» نسبة إلى اسم ابنتها باربرا.
عُرضت الدمية الجديدة في معرض لألعاب الأطفال في نيويورك في عام 1959 ومنذ ذلك الوقت وهي تحقق أرباحا كبيرة لشركة ماتيل.

## روابط خارجية
- روث هاندلر على موقع IMDb (الإنجليزية)